# Primera División de México 1950-51
La Temporada 1950-51 fue la edición VIII del campeonato de liga de la Primera División en la denominada "época profesional" del fútbol mexicano; Comenzó el 24 de septiembre y finalizó el 24 de abril.
El sitio dejado por el abandono de la liga por parte de Moctezuma de Orizaba, Asturias y España, fue ocupado con la reaparición de uno de los conjuntos más exitosos en la historia del circuito: Necaxa, para conformar 12 participantes. También a partir de esta temporada se dio pasó al descenso, una vez creada la Segunda División el 9 de octubre de 1950 por lo que San Sebastián fue el primero en caer al término del certamen.
Atlas consiguió el campeonato por la inercia de obtener la copa la temporada anterior, guiados por Eduardo 'Che' Valdatti, los entonces "Margaritas" dieron una muestra del talento juvenil, reforzado con elementos como Adalberto 'dumbo' López y el tico Edwin Cubero que ayudaron a obtener la corona el 22 de abril de 1951 cuando en el juego Atlas-Guadalajara disputado en el legendario parque Oblatos los 'rojinegros' vencieron 1-0 para oficializar con 30 unidades el campeonato. Así, la "Academia" obtuvo su primer título de liga en primera división.

## Sistema de competencia
Los doce participantes disputan el campeonato bajo un sistema de liga, es decir, todos contra todos a visita recíproca; con un criterio de puntuación que otorga dos unidades por victoria, una por empate y cero por derrota. El campeón sería el club que al finalizar el torneo haya obtenido la mayor cantidad de puntos, y por ende se ubique en el primer lugar de la clasificación. 
En caso de concluir el certamen con dos equipos empatados en el primer lugar, se procedería a un partido de desempate entre ambos conjuntos en una cancha neutral predeterminada al inicio del torneo; de terminar en empate dicho duelo, se realizará uno extra, y de persistir la igualdad en este, se alargaría a la disputa de dos tiempos extras de 30 minutos cada uno, y posteriormente a un nuevo encuentro hasta que se produjera un ganador.
En caso de que el empate en el primer lugar fuese entre más de dos equipos, se realizaría una ronda de partidos entre los involucrados, con los mismos criterios de puntuación, declarando campeón a quien liderada esta fase al final.
El descenso comenzó a ser implementado en este torneo, con el método inverso al de la definición del campeonato, es decir, el equipo que acumulara la menor cantidad de puntos, y por ende finalizara en el último lugar de la clasificación descendería a Segunda División. Al igual que el campeonato, para el descenso se contempló una serie de partidos extra en caso de empate en puntos de uno o más equipos.
Para el resto de las posiciones que no estaban involucradas con la disputa del título y el descenso, su ubicación, en caso de empate, se definía por medio del criterio de gol average o promedio de goles, y se calculaba dividiendo el número de goles anotados entre los recibidos.

## Equipos participantes

### Cambios de equipos
| Pos | Unión a la Primera División 1950-51 |
| --- | ----------------------------------- |
| -   | Necaxa                              |

| Pos | Abandono de la Primera División 1950-51 |
| --- | --------------------------------------- |
| -   | Moctezuma                               |
| -   | Asturias                                |
| -   | España                                  |

### Equipos por entidad federativa
En la temporada 1950-1951 jugaron 12 equipos que se distribuían de la siguiente forma:
| Oro Atlas Guadalajara León San Sebastián Necaxa Puebla Veracruz América Atlante Marte Zacatepec Tampico | \| Entidad Federativa \| N.º \| Equipos \| \| ------------------ \| --- \| -------------------------------- \| \| Distrito Federal \| 4 \| América, Atlante, Marte y Necaxa \| \| Jalisco \| 3 \| Atlas, Oro y Guadalajara \| \| Guanajuato \| 2 \| León y San Sebastián \| \| Puebla \| 1 \| Puebla \| \| Tamaulipas \| 1 \| Tampico \| \| Veracruz \| 1 \| Veracruz \| |                                  |
| Entidad Federativa                                                                                      | N.º | Equipos                          |
| Distrito Federal                                                                                        | 4 | América, Atlante, Marte y Necaxa |
| Jalisco                                                                                                 | 3 | Atlas, Oro y Guadalajara         |
| Guanajuato                                                                                              | 2 | León y San Sebastián             |
| Puebla                                                                                                  | 1 | Puebla                           |
| Tamaulipas                                                                                              | 1 | Tampico                          |
| Veracruz                                                                                                | 1 | Veracruz                         |

### Información de los equipos participantes
| \| Equipo \| Sede \| Estadio \| En Primera desde... \| \| ------------------- \| -------------------- \| ---------------------------- \| ------------------- \| \| América (AME) \| Ciudad de México \| Ciudad de los Deportes \| 1943 \| \| Atlante (ATT) \| Ciudad de México \| Ciudad de los Deportes \| 1943 \| \| Atlas (ATL) \| Guadalajara, Jalisco \| Parque Oblatos \| 1943 \| \| Guadalajara (GDL) \| Guadalajara, Jalisco \| Parque Oblatos \| 1943 \| \| León (LEO) \| León, Guanajuato \| Enrique Fernández Martínez \| 1944 \| \| Marte (MAR) \| Ciudad de México \| Ciudad de los Deportes \| 1943 \| \| Necaxa (NEC) \| Ciudad de México \| Ciudad de los Deportes \| 1950 \| \| Oro (ORO) \| Guadalajara, Jalisco \| Parque Oblatos \| 1944 \| \| Puebla (PUE) \| Puebla, Puebla \| Parque El Mirador \| 1944 \| \| San Sebastián (SST) \| León, Guanajuato \| La Martinica \| 1945 \| \| Tampico (TAM) \| Tampico, Tamaulipas \| Tampico \| 1945 \| \| Veracruz (VER) \| Veracruz, Veracruz \| Parque Deportivo Veracruzano \| 1943 \| |                      |                              |                     |
| Equipo | Sede                 | Estadio                      | En Primera desde... |
| América (AME) | Ciudad de México     | Ciudad de los Deportes       | 1943                |
| Atlante (ATT) | Ciudad de México     | Ciudad de los Deportes       | 1943                |
| Atlas (ATL) | Guadalajara, Jalisco | Parque Oblatos               | 1943                |
| Guadalajara (GDL) | Guadalajara, Jalisco | Parque Oblatos               | 1943                |
| León (LEO) | León, Guanajuato     | Enrique Fernández Martínez   | 1944                |
| Marte (MAR) | Ciudad de México     | Ciudad de los Deportes       | 1943                |
| Necaxa (NEC) | Ciudad de México     | Ciudad de los Deportes       | 1950                |
| Oro (ORO) | Guadalajara, Jalisco | Parque Oblatos               | 1944                |
| Puebla (PUE) | Puebla, Puebla       | Parque El Mirador            | 1944                |
| San Sebastián (SST) | León, Guanajuato     | La Martinica                 | 1945                |
| Tampico (TAM) | Tampico, Tamaulipas  | Tampico                      | 1945                |
| Veracruz (VER) | Veracruz, Veracruz   | Parque Deportivo Veracruzano | 1943                |

## Clasificación final
| Pos. | Equipo        | Pts. | PJ | G  | E | P  | GF | GC | Dif. |                       |
| ---- | ------------- | ---- | -- | -- | - | -- | -- | -- | ---- | --------------------- |
| 1    | Atlas (C)     | 30   | 22 | 12 | 6 | 4  | 44 | 23 | +21  | Campeón               |
| 2    | Atlante       | 29   | 22 | 12 | 5 | 5  | 48 | 27 | +21  |                       |
| 3    | Necaxa        | 28   | 22 | 12 | 4 | 6  | 37 | 28 | +9   |                       |
| 4    | León          | 26   | 22 | 10 | 6 | 6  | 39 | 27 | +12  |                       |
| 5    | Guadalajara   | 25   | 22 | 9  | 7 | 6  | 42 | 36 | +6   |                       |
| 6    | Veracruz      | 22   | 22 | 9  | 4 | 9  | 41 | 45 | −4   |                       |
| 7    | Puebla        | 21   | 22 | 9  | 3 | 10 | 38 | 47 | −9   |                       |
| 8    | Oro           | 20   | 22 | 10 | 0 | 12 | 40 | 53 | −13  |                       |
| 9    | Tampico       | 19   | 22 | 9  | 1 | 12 | 34 | 38 | −4   |                       |
| 10   | América       | 17   | 22 | 5  | 7 | 10 | 26 | 35 | −9   |                       |
| 11   | Marte         | 16   | 22 | 6  | 4 | 12 | 33 | 48 | −15  |                       |
| 12   | San Sebastián | 11   | 22 | 2  | 7 | 13 | 28 | 46 | −18  | Descenso de categoría |

 Fuente: RSSSF
Po.:Posición, J:Jugados, G:Ganados, E:Empatados, PPerdidos, GF:Goles a Favor, GC:Goles en Contra, Pts:Puntos.

### Resultados
| Local \ Visitante | AME | ATT | ATL | GUA | LEO | MAR | NEC | ORO | PUE | SAS | TAM | VER |
| ----------------- | --- | --- | --- | --- | --- | --- | --- | --- | --- | --- | --- | --- |
| América           | —   | 3–3 | 1–1 | 0–2 | 1–2 | 1–2 | 0–1 | 4–1 | 1–0 | 0–3 | 3–4 | 2–2 |
| Atlante           | 0–1 | —   | 2–1 | 2–0 | 1–0 | 5–0 | 2–1 | 0–1 | 2–4 | 1–0 | 1–0 | 1–1 |
| Atlas             | 1–1 | 0–2 | —   | 1–0 | 0–0 | 2–0 | 1–0 | 3–0 | 4–2 | 4–1 | 4–1 | 3–0 |
| Guadalajara       | 0–0 | 3–2 | 0–4 | —   | 2–2 | 4–2 | 0–0 | 3–2 | 2–0 | 3–1 | 5–1 | 7–3 |
| León              | 0–1 | 2–2 | 1–2 | 1–1 | —   | 2–1 | 1–1 | 1–2 | 4–0 | 2–2 | 2–0 | 2–0 |
| Marte             | 3–1 | 0–6 | 3–1 | 2–2 | 0–3 | —   | 0–2 | 4–0 | 1–4 | 3–1 | 2–2 | 2–2 |
| Necaxa            | 2–1 | 1–4 | 1–1 | 2–1 | 1–4 | 2–0 | —   | 2–1 | 1–2 | 1–1 | 1–0 | 4–2 |
| Oro               | 3–1 | 2–6 | 2–4 | 1–2 | 4–1 | 3–2 | 2–1 | —   | 3–1 | 1–0 | 0–3 | 4–1 |
| Puebla            | 2–2 | 3–1 | 1–1 | 1–1 | 1–3 | 0–3 | 0–4 | 4–3 | —   | 4–3 | 2–0 | 4–3 |
| San Sebastián     | 1–1 | 2–2 | 1–1 | 2–2 | 3–4 | 0–0 | 0–2 | 2–4 | 1–2 | —   | 1–2 | 3–2 |
| Tampico           | 0–1 | 1–2 | 2–1 | 2–1 | 1–2 | 2–1 | 3–4 | 6–1 | 1–0 | 2–0 | —   | 0–1 |
| Veracruz          | 2–0 | 1–1 | 2–4 | 2–1 | 1–0 | 3–2 | 2–3 | 2–0 | 3–1 | 3–0 | 3–1 | —   |

*El equipo de la línea vertical hace de local.

## Máximos goleadores
| Nombre                  | Club     | Goles |
| ----------------------- | -------- | ----- |
| Horacio Casarín         | Necaxa   | 17    |
| Adalberto "Dumbo" López | Atlas    | 14    |
| Ricardo Escandón        | Atlante  | 13    |
| Walter Meneses          | Puebla   | 12    |
| Edwin Cubero            | Atlas    | 11    |
| Julio "Aparicio" Ayllón | León     | 10    |
| Max Prieto              | Oro      | 10    |
| Luis Quiñones           | Veracruz | 9     |
| Norberto Rosas          | Atlante  | 8     |
| Luis Luna               | León     | 8     |
| Francisco Rivas         | Oro      | 8     |
| Mario "Flaco" Pérez     | Necaxa   | 7     |
| Juan José Novo          | Atlas    | 7     |
| Carlos Quiroga          | Tampico  | 7     |

Fuente: RSSSF